# NGC 6507
NGC 6507 is een open sterrenhoop in het sterrenbeeld Boogschutter. Het hemelobject werd in 1786 ontdekt door de Duits-Britse astronoom William Herschel.

## Synoniem
- OCL 32